# Округ Хенри (Илиноис)
Округ Хенри (енгл. Henry County) је округ у америчкој савезној држави Илиноис.

## Демографија
По попису из 2010. године број становника је 50.486, што је 534 (-1,0%) становника мање 2000. године.
| Група             | 2000.          | 2010.          |
| Белци             | 48.425 (94,9%) | 46.493 (92,1%) |
| Афроамериканци    | 583 (1,1%)     | 796 (1,6%)     |
| Азијати           | 127 (0,2%)     | 191 (0,4%)     |
| Хиспаноамериканци | 1.467 (2,9%)   | 2.402 (4,8%)   |
| Укупно            | 51.020         | 50.486         |